# Acabaria australis
Acabaria australis är en korallart som först beskrevs av Gray 1868.  Acabaria australis ingår i släktet Acabaria och familjen Melithaeidae. Inga underarter finns listade i Catalogue of Life.